# Badaquexão (província)
Badaquexão, Badaquistão ou Badajistão (em dari e persa: بدخشان; em tajique: Бадахшон, Badakhshan) é uma província do Afeganistão e consiste de 28 distritos. A província situa-se ao nordeste do país, entre o Indocuche e o Rio Amu Dária. Sua capital é a cidade de Faizabade. Faz parte da região de Badaquexão.

## Outras cidades
- Abe Bazã
- Baaraque
- Iscaxim
- Khwahan
- Nusay
- Zebak